# 1993 en football
Cet article présente les faits marquants de l'année 1993 en football.

## Janvier
- 30 janvier, Championnat d'Espagne : à Santiago Bernabéu, le Real Madrid s'impose 2-1 sur le FC Barcelone.

## Avril
- 27 avril : tous les membres de l’équipe de Zambie de football décèdent dans le crash du Vol 319 Zambian Air Force, alors qu’ils se rendent au Sénégal pour y disputer un match qualificatif pour la Coupe du monde de football.

## Mai
- 12 mai: le club italien de Parme remporte la Coupe d'Europe des vainqueurs de coupe.
  - Article détaillé : Coupe d'Europe des vainqueurs de coupe 1992-1993
- 19 mai : la Juventus remporte la Coupe de l'UEFA en battant le club allemand du Borussia Dortmund en finale. C'est la troisième Coupe de l'UEFA remportée par la Juventus.
  - Article détaillé : Coupe UEFA 1992-1993
- 20 mai : coup d'envoi de l'affaire VA-OM Deux joueurs valenciennois auraient reçu une somme d'argent pour "lever le pied" face à l'OM qui doit jouer quelques jours plus tard la finale de la ligue des champions.
- 26 mai : l'Olympique de Marseille remporte la Ligue des champions face au Milan AC sur le score de 1-0. Basile Boli inscrit le but de la victoire et permet à un club français de remporter pour la première fois la Ligue des champions. 
  - Article détaillé : Ligue des Champions 1992-1993
- 29 mai : l'Olympique de Marseille est champion de France devant Le PSG. Ce titre sera annulé à la suite de l'affaire VA-OM .
  - Article détaillé : Championnat de France de football 1992-1993

## Juin
- 12 juin, le Paris Saint-Germain remporte la Coupe de France en dominant Nantes sur le score de 3-0. Les buts parisiens sont inscrits par Antoine Kombouaré, David Ginola et Alain Roche. C'est la troisième Coupe de France remportée par les joueurs parisiens.
  - Article détaillé : Coupe de France de football 1992-1993

## Juillet
- 4 juillet, l'Argentine remporte la Copa América en s'imposant 2-1 en finale face au Mexique.
  - Article détaillé : Copa América 1993

## Septembre
- 22 septembre : le titre de champion de France 1993 de l'Olympique de Marseille est annulé par la Fédération française de football. Les instances du football français sacrent alors le PSG, mais les dirigeants de Canal + refusent ce titre pour des raisons commerciales ; ce titre reste vacant. 
  - Article détaillé : Affaire VA-OM

## Octobre
- 13 octobre : 
  - Défaite surprise de l'équipe de France au Parc des Princes face à Israël en match qualificatif pour la Coupe du monde 1994 (2-3). Il faudra faire au moins match nul à domicile face à la Bulgarie pour espérer se qualifier.
  - La Macédoine dispute son premier match international et s'impose 4-1 face à la Slovénie.
- 19 octobre  : le Premier ministre Édouard Balladur décide que le Grand Stade (futur Stade de France) sera construit à Saint-Denis.
- 23 octobre, Championnat de France : Très large victoire de l'AS Monaco sur le FC Martigues (7-0). Youri Djorkaeff inscrit 4 buts.

## Novembre
- 17 novembre : Défaite de l'équipe de France au Parc des Princes face à la Bulgarie en match qualificatif pour la Coupe du monde 1994 (1-2). La France n'ira pas en Amérique.

## Décembre
- 10 décembre : le Zamalek Sporting Club remporte la Coupe d'Afrique des clubs champions.
  - Article détaillé : Coupe des clubs champions africains 1993
- 13 décembre : création de la Major League Soccer, ligue professionnelle aux États-Unis.
- 17 décembre : Aimé Jacquet est nommé à la tête de l'équipe de France de football.
- 26 décembre : le milieu offensif italien Roberto Baggio est sacré Ballon d'or 1993 par le magazine France Football

## Naissances
Plus d'informations : Liste d'acteurs du football nés en 1993.
- 1er janvier : Abdoulaye Doucouré, footballeur malien.
- 15 janvier : Daler Kouziaïev, footballeur russe
- 18 janvier : Juan Fernando Quintero, footballeur colombien
- 19 janvier : João Mário, footballeur portugais
- 25 janvier : Pavel Mogilevets, footballeur croate
- 26 janvier : Florian Thauvin, footballeur français
- 28 janvier : John Brooks, footballeur américain
- 2 février : Mohamed Benkablia, footballeur algérien
- 12 février : Rafinha, footballeur brésilien
- 26 février : Jesé Rodríguez, footballeur espagnol
- 27 février : Alphonse Areola, footballeur français.
- 5 mars : Harry Maguire, footballeur anglais
- 9 mars : Stefano Sturaro, footballeur italien
- 15 mars : Paul Pogba, footballeur français
- 19 mars : Hakim Ziyech, footballeur marocain
- 27 mars : Luan Vieira, footballeur brésilien
- 29 mars : Thorgan Hazard, footballeur belge
- 15 avril : Felipe Anderson, footballeur brésilien
- 23 avril : Alexy Bosetti, footballeur français
- 24 avril : Ben Davies, footballeur gallois
- 25 avril : Raphaël Varane, footballeur français
- 30 avril : Arnór Ingvi Traustason, footballeur islandais
- 10 mai : Luan Garcia, footballeur brésilien
- 13 mai : Romelu Lukaku, footballeur belge
- 14 mai : Oliver Zelenika, footballeur croate
- 17 mai : Rafa Silva, footballeur portugais
- 25 mai : Pierre Lees-Melou, footballeur français
- 4 juin : Juan Manuel Iturbe, footballeur argentin
- 20 juin : Sead Kolašinac, footballeur bosnien
- 22 juin : Danny Ward, footballeur gallois
- 2 juillet : Yassine Meriah, footballeur tunisien.
- 3 juillet : Kerem Demirbay, footballeur allemand.
- 6 juillet : Jonathan Rodríguez, footballeur uruguayen
- 18 juillet : Nabil Fekir, footballeur français
- 20 juillet : Lucas Digne, footballeur français
- 28 juillet : Harry Kane, footballeur anglais
- 30 juillet : André Gomes, footballeur portugais
- 1er août : Mariano, footballeur dominicain
- 6 août : Amin Younes, footballeur allemand.
- 15 août : Alex Oxlade-Chamberlain, footballeur anglais
- 15 août : Dominique Heintz, footballeur allemand
- 17 août : Rodrigo Caio, footballeur brésilien
- 1er septembre : 
  - Mario Lemina, footballeur gabonais
  - Sergio Rico, footballeur espagnol
  - William Troost-Ekong, footballeur nigérian
- 4 septembre : Yannick Carrasco, footballeur belge
- 20 septembre : Julian Draxler, footballeur allemand
- 21 septembre : Ante Rebić, footballeur croate
- 2 octobre : Michy Batshuayi, footballeur belge
- 9 octobre : Jonathan Williams, footballeur gallois
- 14 novembre : Samuel Umtiti, footballeur français
- 15 novembre : Paulo Dybala, footballeur argentain
- 5 décembre : Ross Barkley, footballeur anglais

## Principaux décès
Plus d'informations : Liste d'acteurs du football morts en 1993.
- 9 janvier : décès à 80 ans de Mario Genta, international italien ayant remporté le Championnat d'Italie 1933 et de la Coupe d'Italie 1937 devenu entraîneur.
- 11 janvier : décès à 81 ans d'Antoine Curcuru, joueur français[1].
- 11 janvier : décès à 77 ans de Tommy Walker, international écossais devenu entraîneur ayant remporté 2 Championnat d'Écosse et la Coupe d'Écosse 1956.
- 16 janvier : décès à 52 ans de Svetozar Vujović, international yougoslave ayant remporté le Championnat de Yougoslavie 1967.
- 17 janvier : décès à 87 ans de Vilmos Zombori, international roumain ayant remporté 5 championnat de Roumanie et 2 Coupe de Roumanie devenu entraîneur puis arbitre.
- 21 janvier : décès à 78 ans de Felice Borel, international italien ayant remporté la Coupe du monde 1934, 3 Championnat d'Italie et la Coupe d'Italie 1938 devenu entraîneur.
- 24 janvier : décès à 58 ans de Hector De Bourgoing, international argentin et français ayant remporté le Championnat d'Argentine 1957.
- 31 janvier : décès à 81 ans de Frithjof Ulleberg, international norvégien.
- 2 février : décès à 33 ans de Michael Klein, international roumain ayant remporté le Championnat de Roumanie 1990 et la Coupe de Roumanie 1990.
- 4 février : décès à 66 ans de Joaquín Oliva, joueur espagnol ayant remporté 2 Coupe des clubs champions et 3 Championnat d'Espagne.
- 24 février : décès à 51 ans de Bobby Moore, international anglais ayant remporté la Coupe du monde 1966, la Coupe d'Europe des vainqueurs de coupe en 1965 et la Coupe d'Angleterre en 1964 devenu entraîneur.
- 12 mars : décès à 81 ans de Iuliu Bodola, international roumain et hongrois ayant remporté 2 Championnat de Roumanie et le Championnat de Hongrie en 1944.
- 13 mars : décès à 73 ans de Jean Tamini, international suisse ayant remporté 2 Championnat de Suisse et la Coupe de Suisse en 1947.
- 15 mars : décès à 64 ans de Karl Mai, international  ouest-allemand ayant remporté la Coupe du monde 1954.
- 21 mars : décès à 69 ans de Rune Emanuelsson, international suédois ayant remporté la médaille d'or aux Jeux olympiques 1948 et le Championnat de Suède 1942.
- 21 mars : décès à 69 ans de Harold Walden, international anglais ayant remporté la médaille d'or des Jeux olympiques 1912.
- 13 avril : décès à 86 ans d'André Chardar, international français ayant remporté la Coupe de France 1930 devenu entraîneur[2].
- 27 avril : Toute l’équipe de Zambie de football, à la suite du crash de leur avion[3].
  - 27 avril : décès à 33 ans de David Chabala, international zambien ayant remporté le Championnat de Zambie 1978 et la Coupe de Zambie 1988[3].
  - 27 avril : décès à 33 ans de Richard Mwanza, international zambien ayant remporté le Championnat de Zambie 1987 et 2 Coupe de Zambie[3].
  - 27 avril : décès à 28 ans de Whiteson Changwe, international zambien[3].
  - 27 avril : décès à 29 ans de Samuel Chomba, international zambien ayant remporté 3 Championnat de Zambie et la Coupe de Zambie 1986[3].
  - 27 avril : décès à 28 ans de John Soko, international zambien[3].
  - 27 avril : décès de Robert Watiyakeni, international zambien[3].
  - 27 avril : décès à 27 ans de Derby Makinka, international zambien ayant remporté le Championnat de Pologne 1992[3].
  - 27 avril : décès à 25 ans d'Eston Mulenga, international zambien ayant remporté 3 Championnat de Zambie et 3 Coupe de Zambie[3].
  - 27 avril : décès à 29 ans de Wisdom Mumba Chansa, international zambien ayant remporté la Coupe d'Afrique des vainqueurs de coupe en 1991, le Championnat de Zambie en 1991 et la Coupe de Zambie en 1990[3].
  - 27 avril : décès à 19 ans de Patrick Banda, international zambien[3].
  - 27 avril : décès à 24 ans de Timothy Mwitwa, international zambien ayant remporté 4 Championnat de Zambie et 4 Coupe de Zambie[3].
  - 27 avril : décès à 45 ans de Godfrey Chitalu, international zambien devenu entraîneur. Il fut également sélectionneur de son pays[3].
  - 27 avril : décès à 36 ans d'Alex Chola, international zambien ayant remporté le Championnat de Zambie 1984 et 2 Coupe de Zambie puis comme entraîneur la Coupe de Zambie 1990[3].
- 30 avril : décès à 36 ans de Pierre Plessers, joueur belge ayant remporté 2 Coupe de Belgique devenu entraîneur[4]
- 6 mai : décès à 84 ans de Henri Conchy, joueur français ayant remporté le Championnat de France en 1937 et 2 Coupe de France[5].
- 6 mai : décès à 27 ans de Rommel Fernández, international panaméen.
- 19 mai : décès à 74 ans de Lucien Troupel, joueur puis entraîneur français[6].
- 25 mai : décès à 55 ans de Bolec Kocik, joueur puis entraîneur français[7].
- 20 juin : décès à 80 ans de György Sárosi, international hongrois ayant remporté 5 Championnat de Hongrie et 5 Coupe de Hongrie puis comme entraîneur le Championnat d'Italie 1952.
- 23 juin : décès à 80 ans d'André De Schepper, joueur puis entraîneur belge.
- 21 juillet : décès à 60 ans de René-Jean Jacquet, joueur français ayant remporté 2 Championnat de France et la Coupe de France 1958[8].
- 26 juillet : décès à 65 ans de Simon Blaczyk, joueur français, 65 ans[9].
- 31 juillet : décès à 62 ans de Paul Barret, joueur puis entraineur français[10].
- 17 août : décès à 80 ans de Charles Roviglione, joueur français ayant remporté la Coupe de France en 1935 devenu entraîneur[11].
- 1er septembre : décès à 72 ans d'Antonio Anguera joueur espagnol ayant remporté la Coupe d'Espagne 1942.
- 8 septembre : décès à 77 ans d'Albert Roosens, joueur belge.
- 1er octobre : décès à 42 ans de Božo Janković, international yougoslave ayant rempoté le championnat de Yougoslavie 1971.
- 2 octobre : décès à 70 ans de Victor Sevastianov, joueur ukrainien.
- 14 octobre : décès à 65 ans de Harald Hennum, international norvégien.
- 30 octobre : décès à 87 ans de Pauli Jørgensen, international danois ayant remporté 4 Championnat du Danemark et 3 Coupe du Danemark puis comme entraîneur le Championnat du Danemark 1944.
- 31 octobre : décès à 84 ans de Ramón Campabadal, joueur espagnol ayant remporté le Championnat d'Espagne en 1929.
- 10 novembre : décès à 88 ans de Paul Oßwald, joueur allemand devenu entraîneur ayant remporté le Championnat d'Allemagne 1959.
- 9 décembre : décès à 67 ans de Danny Blanchflower, International nord-irlandais ayant remporté la Coupe d'Europe des vainqueurs de coupe 1963, le Championnat d'Angleterre 1961 et 2 Coupe d'Angleterre.
- 22 décembre : décès à 68 ans de Jozef Van Ginderen, joueur belge ayant remporté le championnat de Belgique en 1957 et la Coupe de Belgique en 1955 devenu entraîneur.

## Création de groupes de supporters
- Kop Sang et Or 93 (Racing Club de Lens).
- BARBARIANS HAVRAIS 1993 (Havre Athlétic Club).
- Indians Tolosa 93 (Toulouse FC)
- Tigris Mystic 93 (Paris Saint-Germain)

## Liens
- RSSSF : Tous les résultats du monde